# Arthur Morin

Arthur Jules Morin

Arthur Jules Morin (* 19. Oktober 1795 in Paris; † 7. Februar 1880 in Paris) war ein französischer Physiker. Morin führte Experimente in der Mechanik durch und erfand das Morin-Dynamometer.
Morin studierte an der École polytechnique in Paris, unterbrochen von seiner Teilnahme an der Verteidigung von Paris 1814. Nach Napoleons Niederlage setzte er sein Studium als Ingenieur an der École d’Application de Metz fort. Er wurde danach Militäringenieur bei den Pionieren, die Ponton-Brücken errichteten. 1852 wurde er Brigade-General und 1855 Divisions-General der Artillerie. Daneben unterrichtete er in den 1830er Jahren Mechanik in Metz und ab 1839 am Conservatoire National des Arts et Métiers, an dem er 1849 Direktor wurde, was er fast bis zu seinem Tod blieb. 1852 eröffnete er dort ein Labor, in dem Ingenieure unterrichtet wurden.
In Metz und Paris arbeitete er eng mit seinem Freund Jean-Victor Poncelet zusammen. Mit ihm führte er ab den 1830er Jahren Experimente zur Reibung durch, die die Coulombschen Reibungsgesetze bestätigten. Morin überprüfte aber auch zum Beispiel die klassischen Fallexperimente nach Galileo Galilei. 1849 erfand er mit Poncelet ein Drehmoment-Messgerät. Weitere experimentelle Untersuchungen betrafen in den 1850er und 1860er Jahren die Festigkeitseigenschaften von Baumaterialien, was in der Architektur und dem Bauingenieurwesen von fundamentaler Bedeutung war und worüber 1863 ein Buch von ihm erschien. Er führte auch Untersuchungen über Gebäudelüftung durch, zum Beispiel über Kohlenmonoxid-Konzentration aufgrund von Kohleöfen in Häusern, damals eine häufige Unfallursache. Er erfand Anemometer, die zum Beispiel im Pariser Justizpalast die Lüftung in den Schornstein-Kaminen maßen.
1855 war er Präsident der Kommission für die Weltausstellung in Paris. 1863 wurde er Nachfolger von Gaspard Gustave de Coriolis in der Académie des sciences (Sektion Mechanik). 1858 wurde er Ritter der Ehrenlegion und 1862 wurde er Mitglied der französischen Bauingenieursgesellschaft, deren Präsident er 1863 war.

## Werke
- Expériences sur les roues hydrauliques à aubes planes et sur les roues hydrauliques à augets (1836)
- Aide-mémoire de mécanique pratique à l’usage des officiers d’artillerie et des ingénieurs civils et militaires (1838)
- Description des appareils chronométriques à style, propres à la représentation graphique et à la détermination des lois du mouvement, et des appareils dynamométriques, propres à mesurer l’effort ou le travail développé par les moteurs animés ou inanimés et par les organes de transmission du mouvement dans les machines (1838)
- Leçons de mécanique pratique à l’usage des auditeurs des cours du Conservatoire des arts et métiers (5 Bände, 1846–1853, englische Übersetzung 1860)
- Conservatoire des arts et métiers. Catalogue des collections, publié par ordre de M. le ministre de l’Agriculture et du commerce (1851)
- Résistance des matériaux (2 Bände, 1863)
- Des machines et appareils destinés à l’élévation des eaux (1863)
- Salubrité des habitations. Manuel pratique du chauffage et de la ventilation (1868)